# Hôpital psychiatrique São Pedro
L'hôpital psychiatrique São Pedro fut le premier hôpital psychiatrique de Porto Alegre et de la Province de São Pedro (actuel État du Rio Grande do Sul). La construction, due aux encouragements philanthropiques des dirigeants de la Santa Casa de Misericórdia de Porto Alegre, en commença fin 1879, sur un terrain de 33 ha acheté en novembre de la même année par le gouvernement de la Province, le long de l'actuelle avenue Bento Gonçalves, dans le quartier de Partenon. Sa première partie fut inaugurée le 29 juin 1884 et l'ensemble achevé en 1903.
Pour l'époque, la réalisation de cette structure fut considérée comme un grand progrès, étant donné qu'habituellement les personnes souffrant de maladies mentales étaient emprisonnées. Il y eut jusqu'à 5,000 malades hospitalisés, mais actuellement l'institution est en voie de déshérence pour cause de l'actuelle préférence pour des établissements de taille plus restreinte. Des rumeurs disent qu'il devrait être transformé en pôle technologique.

## Sources
- (pt) 120 anos do Hospital Psiquiátrico São Pedro: um pouco de sua história.